# Henri Quintric
Henri Quintric (né en 1897 à Paris où il est mort en 1955) est un athlète français spécialiste de la marche athlétique.

## Carrière sportive
Il fait partie de l'ASPTT Paris.
Il a représenté la France, aux Jeux olympiques d'été de 1932, à Los Angeles.

## Palmarès
Son meilleur temps sur 50 km est de 4 h 42 min 54 s (en 1931).
Il fut Champion de France du 50 km marche en 1932 (4 h 45 min 55 s)
Il participe aux Jeux olympiques de 1932, où il termine 7e.